# Joanna Bemowska
Joanna Bemowska-Motor (ur. 27 czerwca 1994) – polska lekkoatletka specjalizująca się w chodzie sportowym.

## Kariera
Brązowa medalistka Halowych Mistrzostw Polski Seniorów w Lekkoatletyce na dystansie 3000 metrów (2017). Jest także wicemistrzynią Polski na dystansie 50 km (2018) oraz brązową medalistą na dystansie 5000 m (2018).

## Rekordy życiowe
- chód na 20 kilometrów – 1:37:13 (23 czerwca 2018, Warszawa),
- chód na 50 kilometrów – 4:43:48 (24 marca 2018, Dudince).

## Osiągnięcia
| Rok  | Impreza                           | Miejsce    | Konkurencja                    | Lokata      | Wynik   |
| ---- | --------------------------------- | ---------- | ------------------------------ | ----------- | ------- |
| 2012 | Puchar świata w chodzie sportowym | Sarańsk    | chód na 10 kilometrów juniorek | 35. miejsce | 52:21   |
| 2013 | Puchar Europy w chodzie sportowym | Dudince    | chód na 10 kilometrów juniorek | 21. miejsce | 51:14   |
| 2015 | Młodzieżowe mistrzostwa Europy    | Tallinn    | chód na 20 kilometrów          | DSQ         | DSQ     |
| 2017 | Puchar Europy w chodzie sportowym | Podiebrady | chód na 20 kilometrów          | 33. miejsce | 1:40:17 |
| 2018 | Mistrzostwa Europy                | Berlin     | chód na 50 kilometrów          | DNF         | DNF     |